# Rolf Hoppe (friidrottare)
Rolf Hoppe, född 18 mars 1945, död 22 december 1969, var en friidrottare från Chile. Han deltog vid olympiska sommarspelen 1968.